# Stiftskirche Laufen

Gesamtansicht von Südosten (Oberndorf)

Die Pfarr- und Stiftskirche Zu Unserer Lieben Frau zu Laufen (Mariae Himmelfahrt) (Landkreis Berchtesgadener Land, Oberbayern) gilt als die älteste gotische Hallenkirche Bayerns. Der monumentale Kirchenbau wird von einem  kreuzgangähnlichen Bogengang umgeben, der ab dem 15. Jahrhundert als Grablege des wohlhabenden Bürgertums und Adels der alten Schiffer- und Handelsstadt entstand.

## Geschichte
Die Pfarrei Laufen ist bereits seit der Mitte des 12. Jahrhunderts nachweisbar. Das älteste Gotteshaus der Stadt stand im Schlossbereich. Diese Peterskirche war wohl eine herzogliche Eigenkirche des Erzherzogs Gerfried von Melk a.d. Donau.
Im 8. oder 9. Jahrhundert entstand im Norden der Halbinsel ein Baptisterium mit dem Patrozinium Johannes der Täufer, das später zur erhaltenen Michaelskapelle ausgebaut wurde. Der Bau mit bis zu 1,5 m dicken Grundmauern wurde aus Tuffsteinquadern errichtet, das Tonnengewölbe wird von neun polierten Porphyrsäulen getragen.  Um 1200 wurde in der Flussschleife der Salzach eine  romanische Basilika nach dem damals in Altbayern und Salzburg vorherrschenden lombardischem Schema errichtet. Zum Bau der Stiftskirche wurde das Bodenniveau ausgeglichen bzw. künstlich erhöht, sodass das Taufhaus mit der noch heute bestehenden Michaelskapelle überbaut werden konnte. Das Taufhaus, nun Untergeschoss, wurde zu einem Beinhaus für die aufgelassenen Gräber des früher bei der Kirche befindlichen Friedhofs, wogegen das Obergeschoss ein Andachtsraum wurde.
Die hochmittelalterliche Pfarrkirche stand in enger Beziehung zum gleichzeitigen Bau des  Salzburger Domes. Ab etwa 1330 begann man im Chorbereich mit dem großzügigen Neubau des Gotteshauses in gotischen Stilformen. Als Vorbilder werden die  Zisterzienserkirchen von Neuberg in der Steiermark und Heiligenkreuz bei Wien angesehen. Von der romanischen Basilika wurde nur der Westturm übernommen und aufgestockt.
Bereits 1338 war der gotische Hallenbau weitgehend vollendet. Der rasche Bauablauf wurde besonders durch die großzügige Unterstützung des Ritters Heinrich von Lampoldingen († 1347) ermöglicht. Das Wappen des Stifters – die fünfblättrige Rose – findet sich deshalb auf vielen  Schlusssteinen des Gewölbes.
Dieses spätmittelalterliche Gotteshaus ist im Wesentlichen bis heute nahezu unverändert geblieben. Ab dem 15. Jahrhundert begann man mit der Anlage des kreuzgangähnlichen Bogenganges um die Kirche als Grablege der wohlhabenden Bürger und des Adels. Dieser Gang geht auf  oberitalienische Vorbilder zurück und wurde schrittweise bis ins 17. Jahrhundert ausgebaut.
Nach der Erhebung zum Kollegialstift (1627) wurde die Inneneinrichtung ab 1636  barockisiert. Um 1775 empfand man diese Einrichtung als nicht mehr zeitgemäß. In späten Rokokoformen entstanden ein neuer Hochaltar, eine Kanzel, ein prächtiges Chorgestühl und Sakristeien für den Stiftsdekan und die Kanoniker.
Nach 1840 kam es unter Dekan Johann Wolfgang Braun zu einer Regotisierung der Innenausstattung der Kirche. Sie wurde neugotisch überarbeitet oder ersetzt. Die im Kirchenboden eingelassenen Grabdenkmäler wurden an den Seitenwänden oder im äußeren Bogengang aufgestellt, das Pflaster wurde erneuert. Um die Jahrhundertwende entfernte man zudem die Sakristeien und das Chorgestühl. Die Raumschale wurde steingrau gestrichen und durch damals moderne, farbige Glasfenster verdunkelt.
1963/65 sanierte man die Kirche grundlegend und konnte das mittelalterliche Raumbild wiederherstellen. Eine neue, den damaligen Bedürfnissen angepasste Sakristei wurde im Untergeschoss des Turmes eingerichtet. Hierbei kam es zu massiven Eingriffen in die Bausubstanz des romanischen Turmes, zumal auch ein neues Orgelwerk eingebaut wurde. Für den Einbau einer Kirchenheizung mussten mehrere Erbbegräbnisse beseitigt werden.
1993 wurde der Turm grundlegend saniert, ab 1996 das riesige Satteldach neu gedeckt, 1997/98 eine Innenrenovierung durchgeführt. Während der Innensanierung entstanden im Mittelgang ein neues Gestühl und eine Altarinsel für den Volksaltar mit Ambo. Die Sängerempore wurde erweitert und mit einer neuen Orgel versehen. Speziell die Farbgestaltung des modernistischen Orgelprospektes ist zeitgenössisch inspiriert und sorgte von Anfang an für Diskussionen.  Die letzten Sanierungsmaßnahmen am Bogengang um die Kirche wurden 2011 abgeschlossen.

## Architektur

### Außenbau

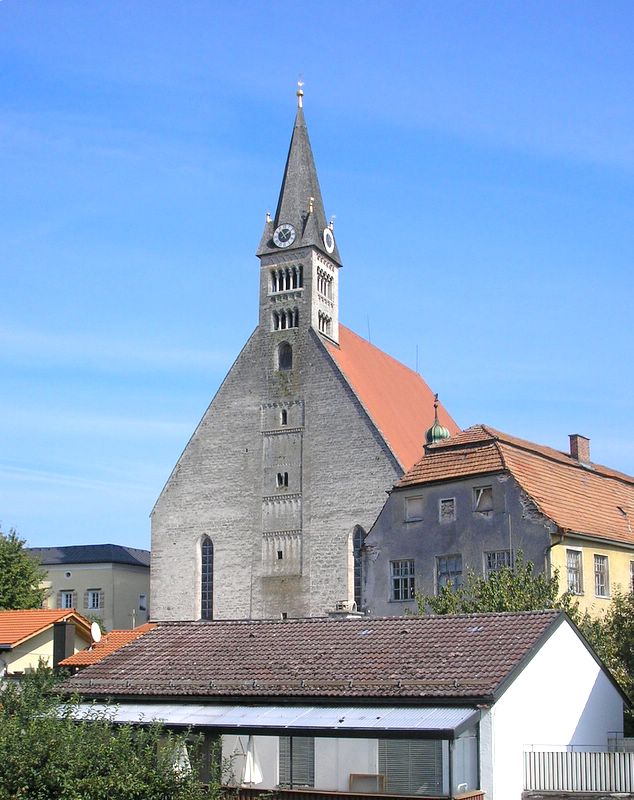
Die Westfassade mit dem sichtbaren romanischen Turm
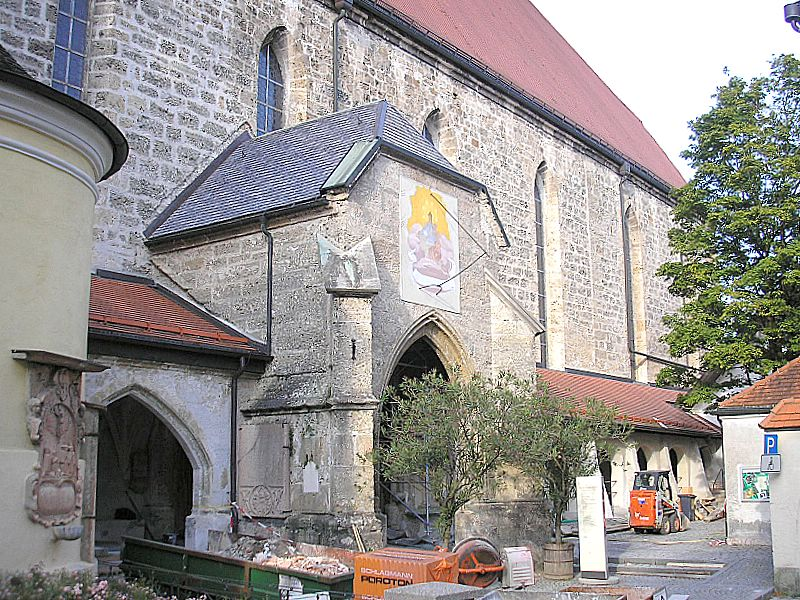
Die Südseite mit dem Vorzeichen und dem gewölbten Bogengang

Der blockhafte Monumentalbau aus unverputzten Nagelfluhquadern wird von einem riesigen Satteldach überdeckt, das über dem Ostgiebel abgewalmt ist. Der Chor schließt gerade in gleicher Breite wie das Langhaus. Der ältere Westturm ist in die Fassade eingestellt und steigt dachreiterartig über dem Giebel empor.
Die Turmgliederung besteht aus Lisenen und „Deutschen Bändern“ über Bogenfriesen. Der gotische Turmaufsatz wird von einem Spitzhelm mit Eckaufsätzen bekrönt (Höhe 57 m). Die beiden Obergeschosse zeigen offene Klangarkaden nach Salzburger Art. Die Arkaden dokumentieren in ihrer „romanischen“ Gestalt mit zweitverwendeten Säulen und  Kapitellen die konservative Baugesinnung im Erzstift Salzburg des 14. Jahrhunderts. Die Gotik verdrängte hier erst sehr spät und zögerlich die romanischen Stilformen.
Im Geschoss unterhalb der Klangarkaden ist bis heute in der originalen Ausstattung die Stube des Türmers und Nachtwächters erhalten, der neben dem Läuten der Stundenglocken im Mittelalter die Aufgabe hatte, abends für den sicheren Verschluss der Stadttore zu sorgen und nachts für das Laufener Stadtgebiet, zu dem damals auch Oberndorf gehörte, auf entstehende Brände zu achten und die Bürger rechtzeitig zu warnen. Aus Sicherheitsgründen ist diese Nachtwächterstube heute der Öffentlichkeit nicht zugänglich, es ist jedoch geplant, sie nach der Renovierung des Zugangs in das Stiftsmuseum zu integrieren und der Öffentlichkeit zugänglich zu machen, zumal sie einen fantastischen Ausblick über das gesamte Stadtgebiet ermöglicht.
Ungewöhnlich ist der rechteckige Grundriss der Kirche, der deutlich auf die Vorbilder der Zisterzienserkirchen von Heiligenkreuz und Neuberg verweist. Der Bau ist 43 m lang und 24 m breit. Die Außenwände werden nur durch schlanke Spitzbogenfenster gegliedert. Die Strebepfeiler sind nach innen gezogen und erscheinen dort als runde Wandvorlagen.

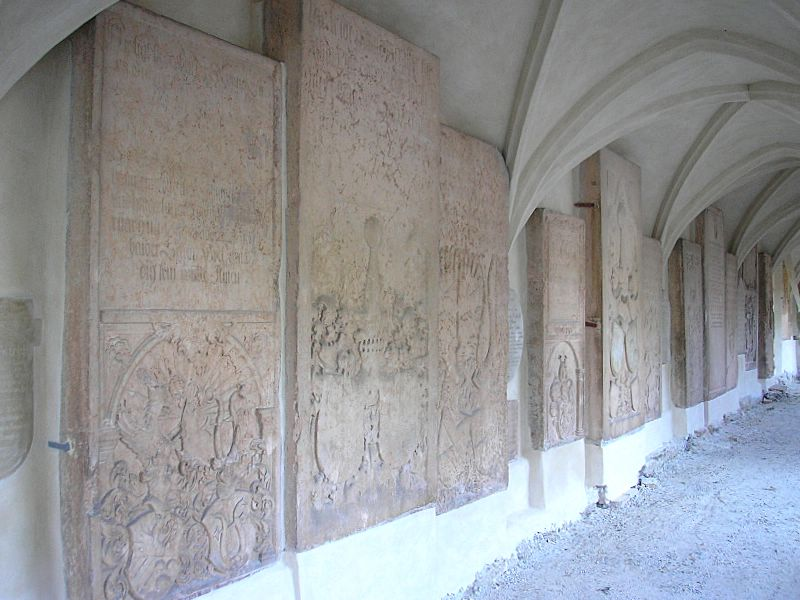
Der Westflügel des Bogenganges um die Kirche
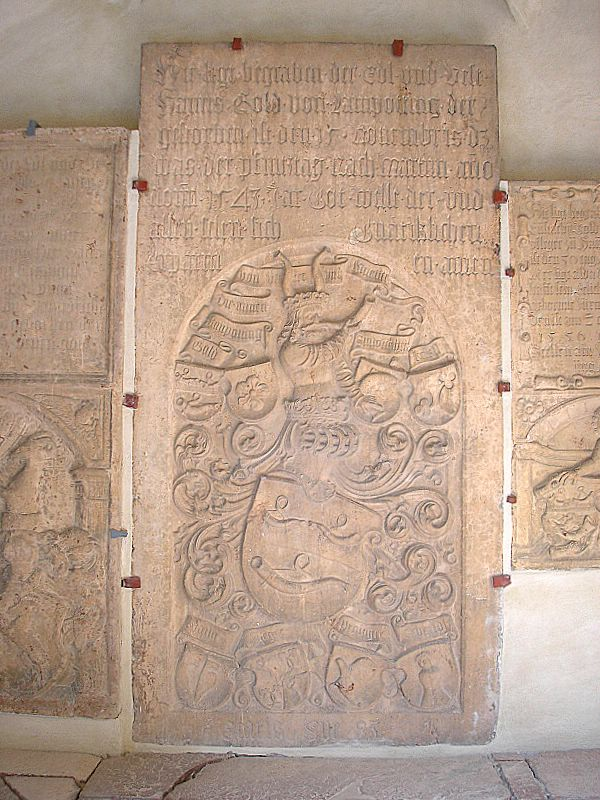
Grabdenkmal der Gold von Lampoding im Westflügel
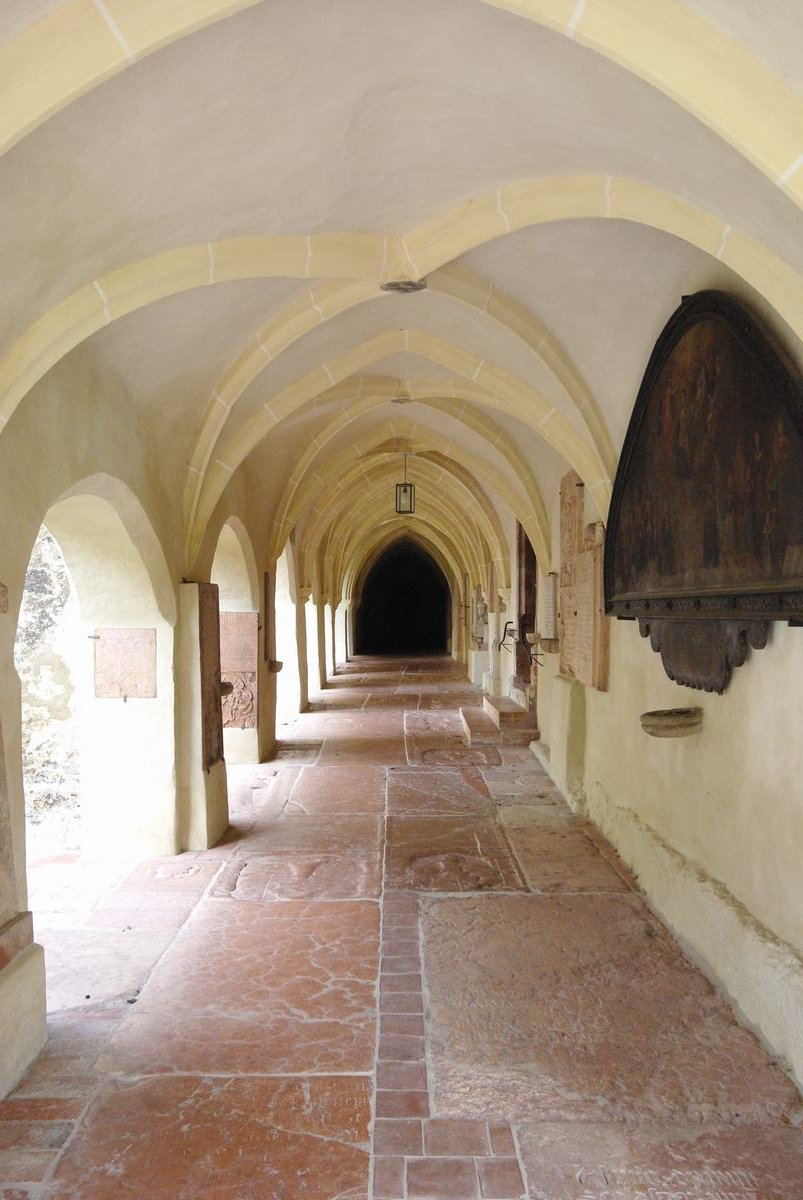
Kreuzgang im Norden
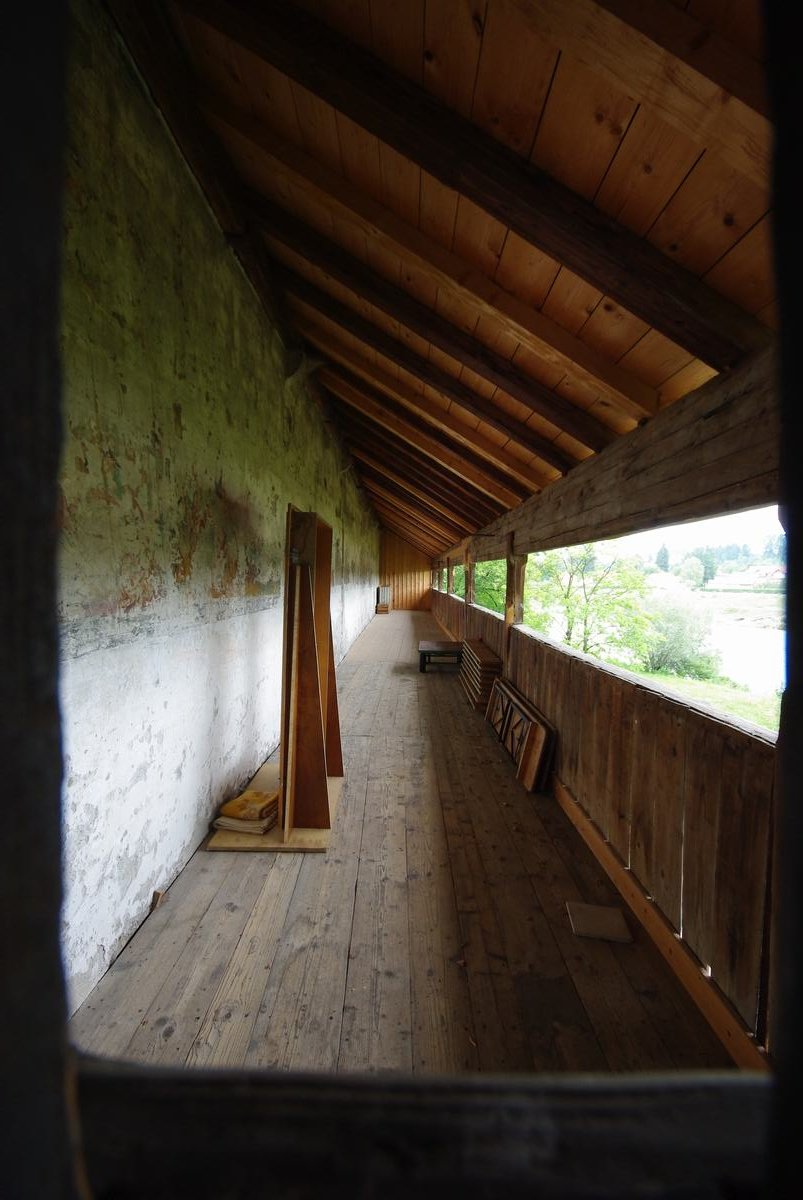
Wehrgang im Osten

Der Vorbau über dem reich profilierten Hauptportal im Süden ist der städtebauliche Abschluss der ehemaligen Hauptstraße. Das Vorzeichen öffnet sich auch seitlich zum gewölbten Bogengang, der ab dem 15. Jahrhundert auf drei Seiten um die Kirche gelegt wurde. Im Südwesten führt ein kurzer Abzweig zur runden Michaelskapelle, dem Nachfolgebau des hochmittelalterlichen Baptisteriums. An den Wänden sind zahlreiche Grabplatten und Epitaphien aufgestellt. Die Platten zeigen oft heraldische Darstellungen und Wappen des Adels und städtischen Patriziats, darunter viele für Mitglieder der Salzschifferfamilie Gold von Lampoding. Weitere, bereits stark abgetretene Steine dienen als Fußbodenbelag.

### Innenraum

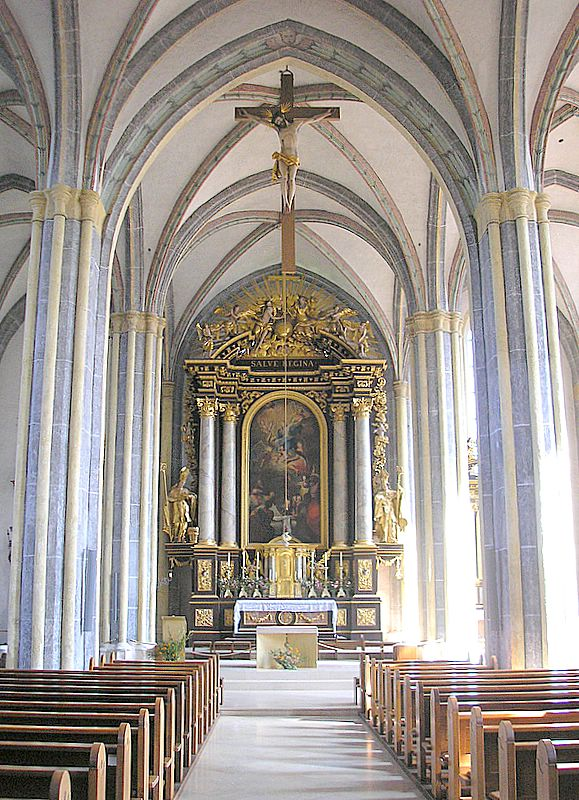
Innenraum nach Osten
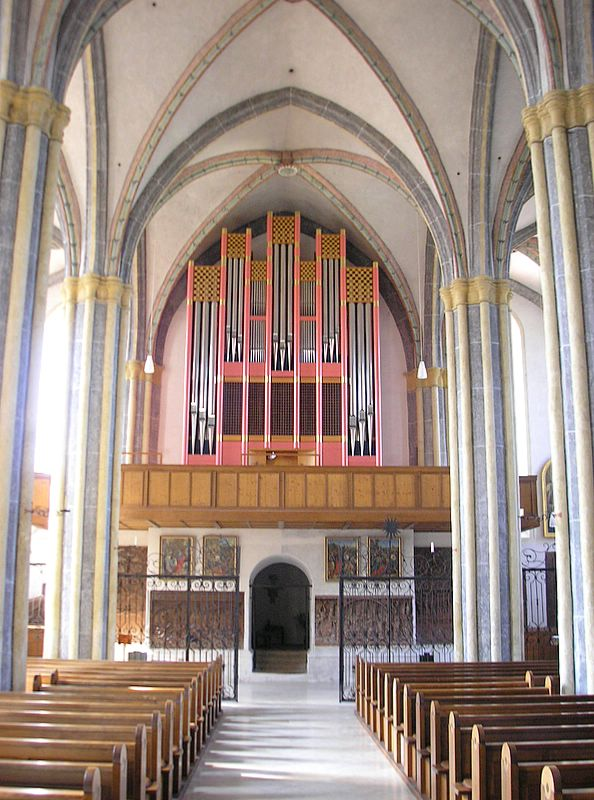
Gegenblick nach Westen
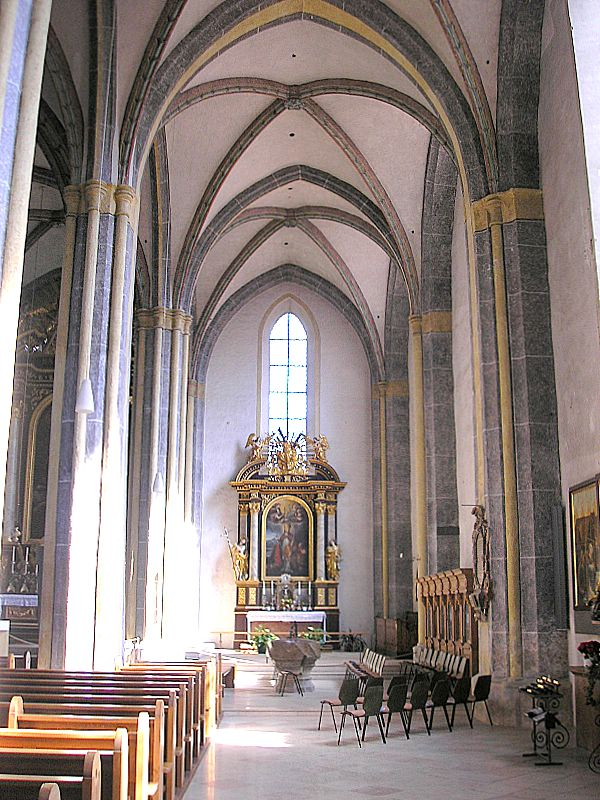
Das Südschiff nach Osten
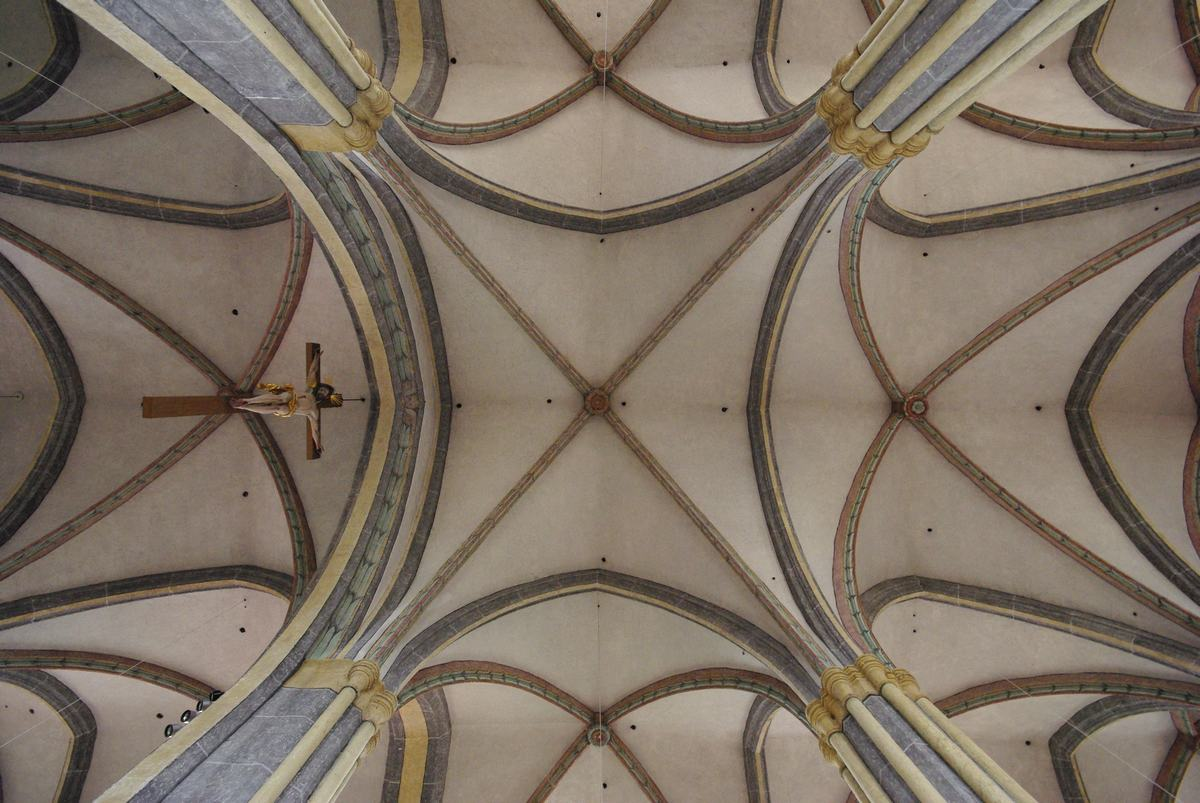
Decke

Die sechs Joche dieser ältesten Hallenkirche Bayerns und Salzburgs werden von Kreuzrippengewölben mit Birnstabprofilen überspannt. Acht 33 m hohe Pfeiler tragen das 14 m hohe, gemauerte und verputzte Gewölbe. Die Pfeilerkerne sind abwechselnd rund und achteckig mit vorgelegten Runddiensten. Die Gewölberippen ruhen auf glatten Kelchkapitellen mit hohen Deckplatten. Die Schlusssteine zeigen neben dem Stifterwappen Laubwerk, Christussymbole und figürliche Motive.
Das Mittelschiff ist etwas breiter als die  Seitenschiffe. Die beiden älteren Ostjoche sind durch breite Gurtbögen als Presbyterium abgetrennt. Die farbliche Fassung der Raumschale mit grauen Pfeilerkernen stammt aus dem 17. Jahrhundert.
Der romanische Westturm springt ins Langhaus vor, wird aber größtenteils von der modernen Orgel und der Empore verdeckt. In die Erdgeschosswand sind zwei bedeutende mittelalterliche Rotmarmorepitaphien eingelassen.

### Ausstattung

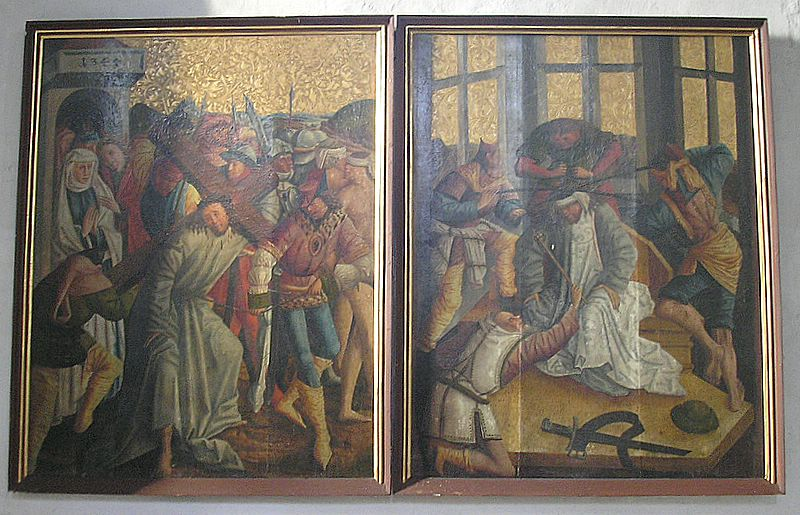
Kreuztragung und Dornenkrönung vom spätgotischen Hochaltar (um 1467)

Der heutige Hochaltar entstand um 1775 in frühklassizistischen Formen. Einige Spätrokokoelemente beleben den strengen, viersäuligen Aufbau, der im 19. Jahrhundert verändert wurde. Das Altarblatt von Franz Xaver König schildert die „Himmelfahrt Mariens“. Seitlich stehen die Skulpturen der Salzburger Landespatrone Rupert und Virgil (Lorenz Hörmbler, Salzburg zugeschrieben).
Die moderne Altarinsel des Volksaltares gestaltete der einheimische Bildhauer Friedrich Koller 1997/98 aus Untersberger Marmor.
Das Südschiff wird vom ehemaligen Schiffer- oder Rupertusaltar abgeschlossen. Das Altarblatt von Johann Michael Rottmayr (sign. 1691) zeigt den heiligen Rupert zusammen mit heiligen Märtyrerinnen. Seitlich stehen die Rokokoplastiken der heiligen Johannes d. T. und Johannes Evangelist. Im Auszug (Aufsatz) ist der heilige Andreas zu erkennen.
Im Nordschiff steht der Georgsaltar mit der Darstellung des Drachentöters (Jakob Zanusi, Salzburg, um 1730/35) Das Gemälde wird von den Statuen der Apostel Thomas und Bartholomäus flankiert.
Als Rest des spätgotischen Hochaltares haben sich vier Tafelbilder (um 1467) an den Seitenschiffswänden erhalten Die Bilder zeigen die Geburt Christi, die Huldigung der Weisen (Südschiff) und die Passionsdarstellungen der Dornenkrönung und der Kreuztragung. Die vielfigurigen Darstellungen auf Goldgründen entstammen dem Salzburger Kunstkreis.

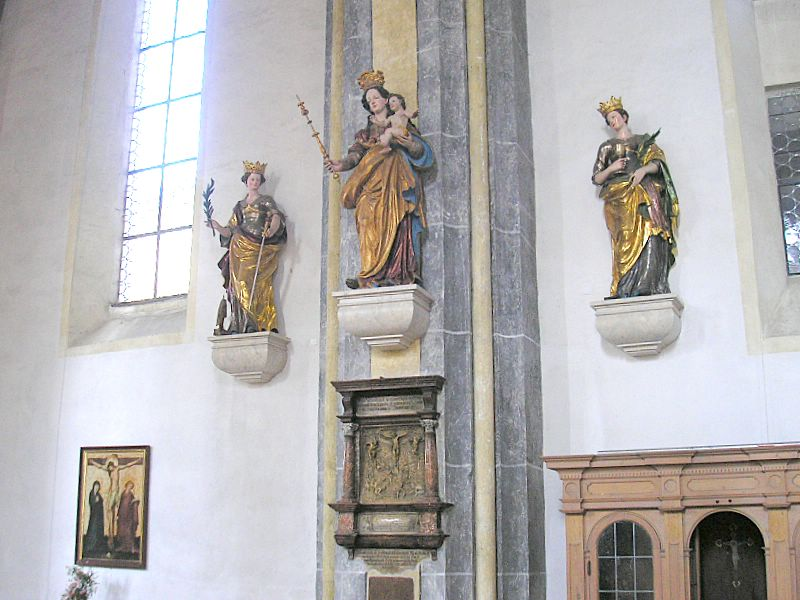
Reste des barocken Hochaltars im Nordschiff

Im Nordschiff hängt ein Kreuzbild der Zeit um 1420. Trotz einer späteren Übermalung gilt das Gemälde als bedeutendster Rest der gotischen Ausstattung der Kirche. Etwas weiter östlich wurden drei Holzskulpturen von Jakob Gerold aus dem barocken Hochaltar (gegen 1775 abgebrochen) platziert. Die farbige Fassung der Figuren schuf Kaspar Zehentner, dessen Enkel Johann Michael Rottmayr es bis zum kaiserlichen Hofmaler brachte.
Neben den beiden spätgotischen Tafelbildern im Südschiff birgt ein moderner Holzschrein (2001) die ehemalige Schreinfigur des spätmittelalterlichen Hochaltares, eine sitzende Muttergottes mit dem Kind.
An der Südwand befindet sich auch das 1698 von Johann Michael Rottmayr zum Gedenken an seine Eltern geschaffene Lünettenbild mit dem hl. Lukas und der hl. Cäcilia. Die hl. Cäcilia (Patronin der Kirchenmusik) soll an Rottmayrs Vater Friedrich erinnern. Friedrich Rottmayr war Stiftsorganist zu Laufen. Der malende hl. Lukas steht für Johann Michael Rottmayr Mutter Margaretha Magdalena, eine Malerin.

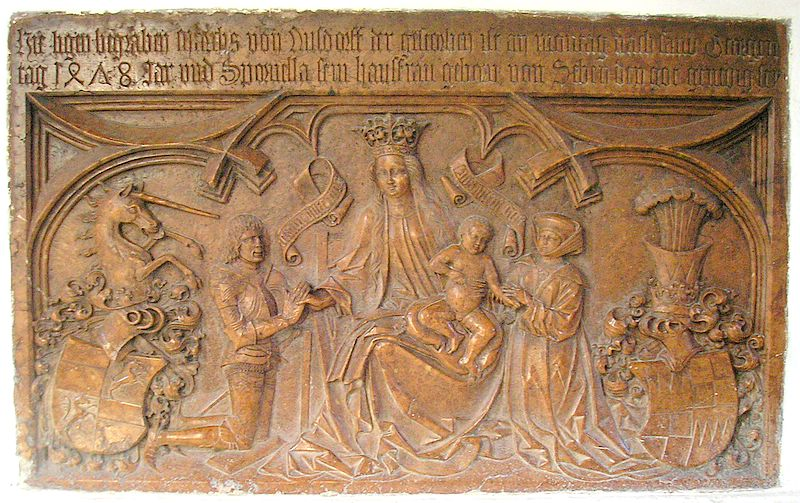
Das Epitaph des Hans von Nußdorf und seiner Hausfrau Spornella

Die bedeutendsten Grabdenkmäler der Kirche befinden sich an unter der Orgelempore an den Turm- und Kirchenwänden. Besonders bemerkenswert ist der Rotmarmorstein für Marx von Nußdorf (gest. 1478) und seine Gemahlin Spornella (gest. 1479), geb. von Seben. Das Epitaph wird zu den bedeutendsten derartigen Denkmälern des Salzburger Kunstkreises gerechnet. Die Verstorbenen sind kniend vor der Madonna mit dem Kind dargestellt. Der geharnischte Ritter ergreift die Hand der Muttergottes, eine Hausfrau hält die Hand des Jesusknaben. Seitlich sind die Wappen der Eheleute ausgearbeitet.

### Orgel

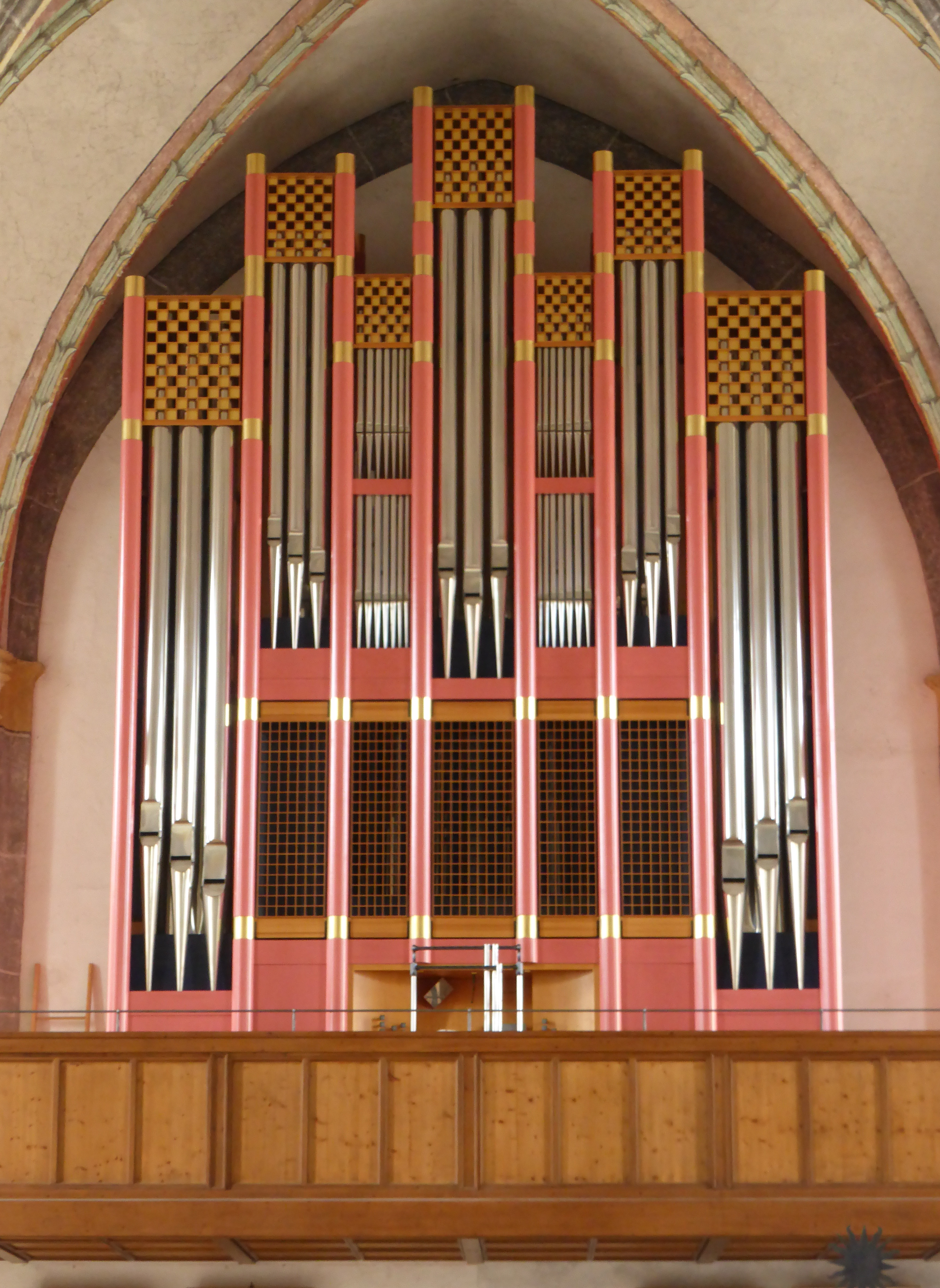
Die Orgel

Die Orgel wurde 1998 von Glatter-Götz Orgelbau gebaut. Sie hat 29 Register auf zwei Manualen und Pedal. Die Disposition lautet:
| I Hauptwerk  |       |
| Bourdon      | 16′   |
| Principal    | 8′    |
| Gambe        | 8′    |
| Rohrflöte    | 8′    |
| Octave       | 4′    |
| Spitzflöte   | 4′    |
| Super Octave | 2′    |
| Quinte       | 2 ⁄3′ |
| Mixtur IV    | 1 ⁄3′ |
| Trompete     | 8′    |
| Tremulant    |       |

| II Schwellwerk |        |
| Gedeckt        | 8′     |
| Salicional     | 8′     |
| Voix Celestis  | 8′     |
| Praestant      | 4′     |
| Traversflöte   | 4′     |
| Flageolet      | 2′     |
| Quinte         | 2 ⁄3′  |
| Larigot        | 1 ⁄3′  |
| Terz           | 1 3⁄5′ |
| Scharff        | 1′     |
| Hautbois       | 8′     |
| Clairon        | 4′     |
| Tremulant      |        |

| Pedal       |     |
| Principal   | 16′ |
| Subbass     | 16′ |
| Octavbass   | 8′  |
| Gedecktbass | 8′  |
| Choralbass  | 4′  |
| Posaune     | 16′ |
| Trompete    | 8′  |

- Koppeln:  II/I, I/P, II/P